# Cal Serra (Guissona)
Cal Serra és una obra de Guissona (Segarra) inclosa a l'Inventari del Patrimoni Arquitectònic de Catalunya.

## Descripció
Edifici de quatre pisos situat en un dels vèrtex de la Plaça Major amb una planta en forma de "L". És una construcció de quatre nivells amb una façana que mira a la Plaça Major i una façana molt petita que dona al Carrer la Font.

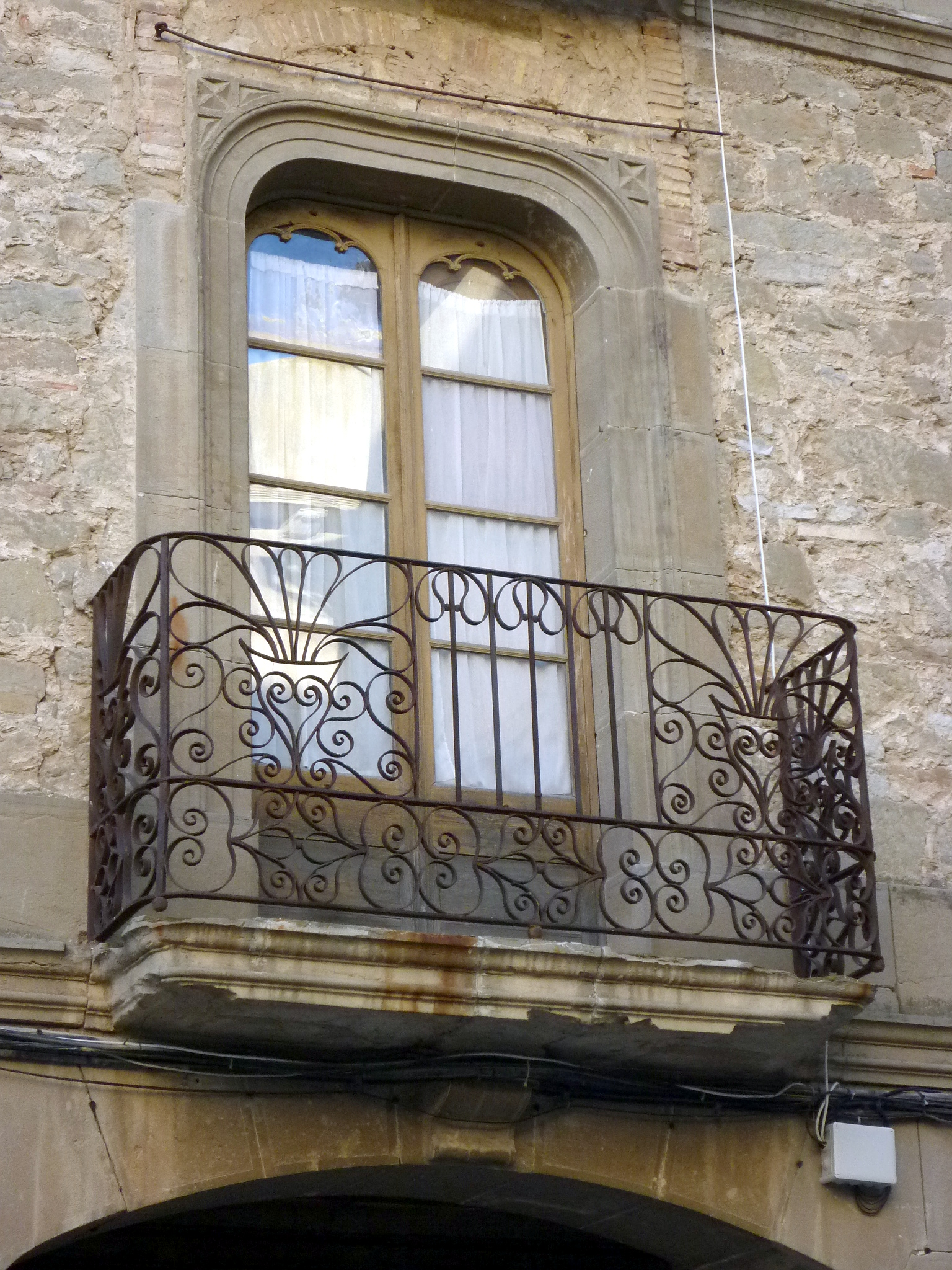
Detall del balcó central

En el primer pis quatre arcs escarsers que s'obren a les galeries nord i oest de la porxada de la plaça. Els sostre d'aquesta galeria és arquitravat i deixa a la vista unes grans vigues de fusta. L'accés a l'habitatge no presenta elements importants. En el primer pis trobem quatre portes balconeres, amb el seu respectiu balcó de forja, emmarcades per una motllura de pedra; en el cas de la segona balconada la motllura presenta una línia corba que es diferència de les altres tres.
El segon pis és una rèplica de l'anterior i el tercer vol seguir aquest mateix esquema però no no té balcons, no presenta motllures i les obertures s'han tapiat amb maons. La façana vista des del Carrer la Font és molt estreta i només preseta una balconada amb balcó de forja i motllura llisa al primer i segon pis, i una finestra rectangular, també amb motllura llisa, al tercer pis. L'espai que ocuparia la planta baixa és el passatge que comunica el Carrer la Font i la Plaça Major.
Actualement aquest edifici es troba abandonat i el seu estat de conservació és molt dolent.